# Android TV
Android TV est un système d'exploitation fournissant un dispositif de télévision connectée, créé par Google, et annoncé le 25 juin 2014 à la conférence Google I/O. Succédant à Google TV qui fut un échec, Android TV est une plateforme multimédia, disponible directement par des télévisions connectées ou des box spéciales à partir de 2015.
Android TV (dont le nom et l'architecture technique sont basés sur le système d'exploitation mobile de Google Android) propose le contenu de Google Play (proposant des applications, des films et des jeux) sur l'écran, on y retrouve des services tels que Netflix, Amazon Prime ou YouTube.
Android TV est capable d'être connecté à d'autres appareils Android. Néanmoins, la plateforme est autonome, contrairement à l'alternative Chromecast qui ne fonctionne qu'avec d'autres appareils multimédias.

## Implantation
Le Nexus Player est le premier appareil exécutant Android TV, il a été dévoilé le 15 octobre 2014 par Google.
Le Player de la Freebox Mini 4K, annoncée le 10 mars 2015 par le FAI français Free, intègre Android TV.
La Shield Android TV est annoncée par Nvidia le 3 mars 2015 lors de la GDC 2015 à San Francisco. Elle est disponible en Europe depuis le 1er octobre 2015. En octobre 2019 Nvidia annonce sa nouvelle gamme de box sous Android TV: la Nvidia Shield TV et la Nvidia Shield TV Pro.
La BBox Miami, annoncée en octobre 2014 par le FAI français Bouygues Télécom et commercialisée en janvier 2015, intègre Android TV début 2016.
Android TV est aussi directement intégré dans certains téléviseurs. Sony équipe notamment tous ses téléviseurs Bravia milieu et haut de gamme avec Android TV.
D'autres constructeurs embarquent aussi Android TV directement dans leurs téléviseurs comme TCL, Phillips ou encore Sharp.
Le constructeur de smartphone Android OnePlus s'est lancé dans la vente de téléviseur en 2019 avec 2 modèles sur Android TV pour l'instant disponibles uniquement en Inde.